# RIHS (футбольний клуб)
RIHS (англ. Royal Institute of Health and Sciences Football Club) — бутанський футбольний клуб, який виступав в А-Дивізіоні, вищому дивізіоні чемпіонату Бутану, але в 2012 році А-Дивізіон змінила Національна ліга Бутану. Домашні матчі проводить на столичному стадіоні «Чанглімітанг». Провели два сезони у вищому дивізіоні бутанського чемпіонату, перш ніж вилетіли до нижчого дивізіону по завершення сезону, в якому сталася рекордна поразку футбольної команди в Бутані.

## Історія
Вперше у вищому дивізіоні чемпіонату Бутану RIHS зіграв у сезоні 2006 року. Детальна інформація про вище вказаний сезон вісутня, тому підсумкове місце клубу невідоме. Єдиний результат клубу, який відомо, — поразка від «Їдзіна» з рахунком 1:4. Також невідомо, яким чином вони опинилися в А-Дивізіоні цього сезону. Вони не брали участь у фіналі B-Дивізіону 2005 року, в якому змагалися «Чоден» та «Рукіс», тому, ймовірно, не брали участі в плей-оф за право підвищитися в класі. У сезоні 2007 року RIHS фінішував на 7-му місці й вилетів до нижчого дивізіону. Таблиця національного чемпіонату сезону 2007 року неповна, і відомі лише кілька результатів. Однак є декілька матчів, які виділяються завдяки їх високою результативністю, обидва пов’язані з дуже важкими поразками команди «Королівського інституту здоров’я та наук»:
| 24.07.2007  | «Їдзін» | 15:0 | RIHS |  |  |
| EET (UTC+3) |         | Звіт |      |  |  |

| 03.08.2007  | RIHS | 0:20 | «Транспорт Юнайтед»              |  |  |
| EET (UTC+3) |      | Звіт | Церінг (17) Дорджі ?', ?' Дендуп |  |  |

У матчі між «Транспорт Юнайтед» та RIHS Пассанг Церінг відзначився 17-ма голами. Джерела вказують, що найбільша кількість м'ячів, забитих одним гравцем в одному поєдинку, становило 16, забитих Панайотісом Понтікосом з «Олімпоса» (Ксилофагу) проти СЕК «Айос» (Атанасіос) у травні 2007 року та Стефаном Станісом за «Страсбур» у 1940-х роках.
Про виступив та існування самого RIHS після 2007 року дані відсутні